# عبد الله بن عبد الله بن جبر بن عتيك
عبد الله بن عبد الله بن جابر الأنصاري أو عبد الله بن عبد الله بن جبر بن عتيك الأنصاري، حفيد الصحابي جبر بن عتيك، واختلف في اسم جده جبر أم جابر، تابعي سكن المدينة المنورة، وأحد رواة الحديث النبوي.

## روايته للحديث النبوي
- روى عن: أنس بن مالك، وأبيه عَبد اللَّهِ بن جبر، وعبد الله بن عمر بن الخطاب، وجده لأمه عتيك بن الْحَارِثِ الأَنْصارِيّ.
- روى عنه: شعبة بن الحجاج، وعَبْد اللَّهِ بْن عِيسَى بْن عَبْد الرَّحْمَنِ بْن أَبي ليلى، وعتبة بن أَبي حكيم، وأَبُو العميس عتبة بن عبد الله المسعودي، وعَمْرو بن بكر السكسكي، ومالك بن أنس، ومسعر بن كدام.[1]
- الجرح والتعديل: وثّقه يحيى بن معين وأبو حاتم الرازي، وذكره ابن حبان في كتاب الثقات، وقال ابن عدي: «مستقيم الحديث إذا روى عنه ثقة»، وروى له الجماعة.[1]